# 罗伯特·盖茨
罗伯特·盖茨（英語：Robert Gates；1943年9月25日—），美国政治家，前任國防部長。

## 生平
生於堪萨斯州威奇托 ，曾任德州農工大學校长和美国中央情报局局长，在情報界工作了達26年。

## 政治生涯

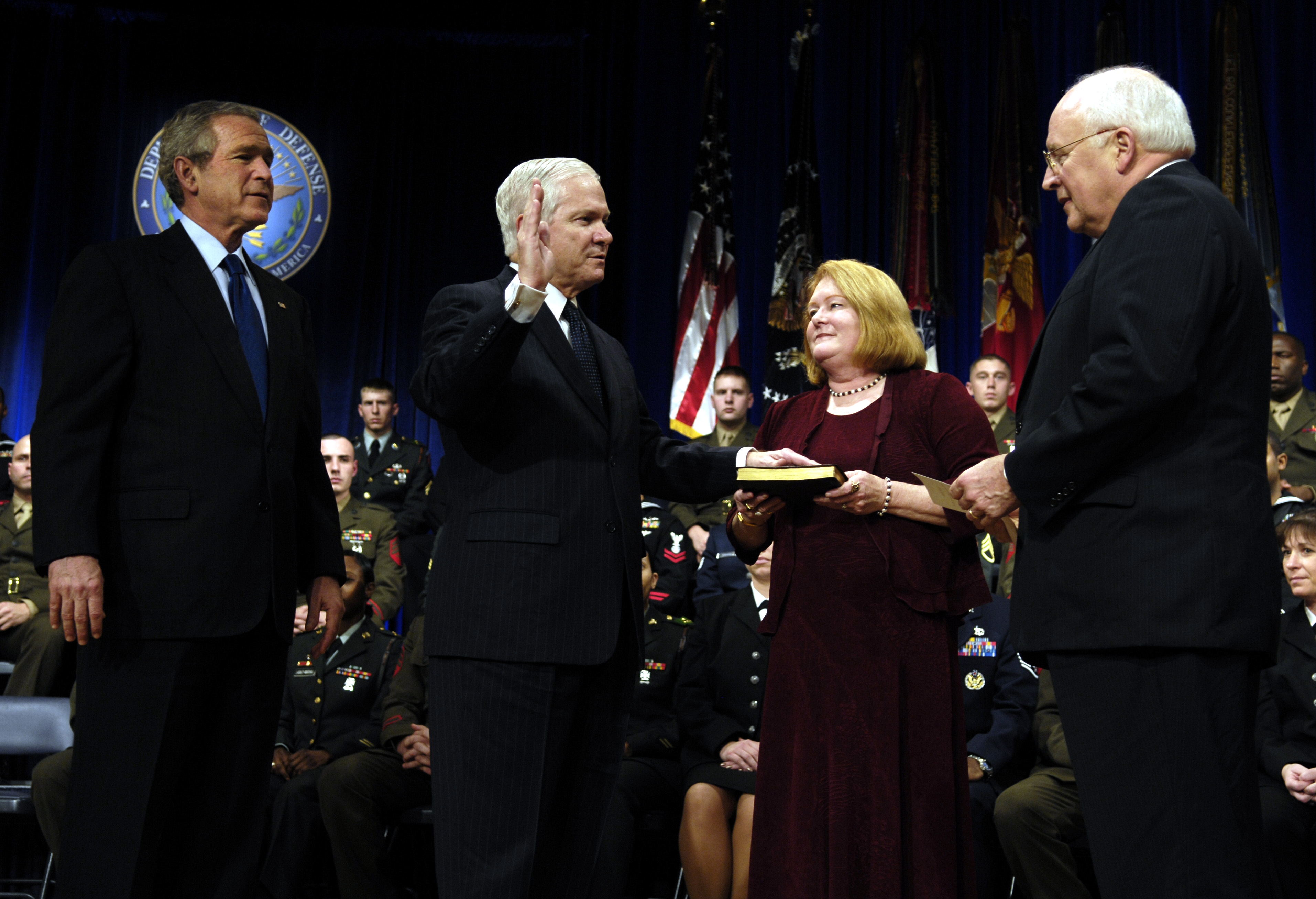
盖茨于2006年12月18日宣誓就任国防部长

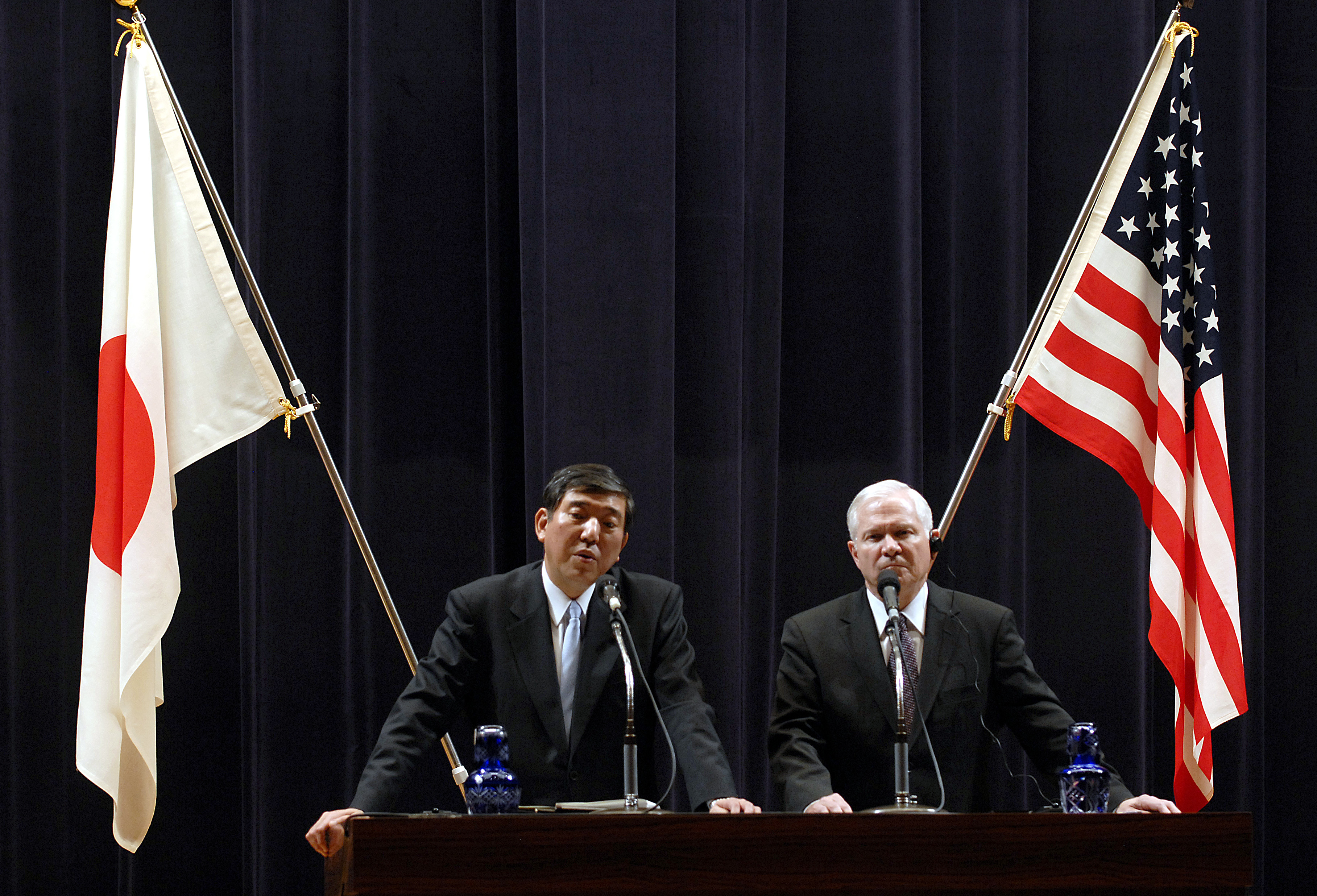
2007年11月8日盖茨与日本防卫大臣石破茂会面

2006年11月8日，盖茨獲美国总统乔治·W·布什提名为美国国防部长候选人，以接替因共和党2006年中期选举大败而辞职的倫斯斐。2006年12月6日，美国参议院正式批准盖茨担任国防部长。
盖茨是个“现实主义者”，反對新保守主义，因為後者所持的觀點是：侵略性的外交政策，是击败美国敌人的最佳途径。盖茨的外交立场和拉姆斯菲尔德以及副总统迪克·切尼均相左。在2004年，盖茨就曾给布什去信，对美国一些新保守主义者试图挑起伊朗政局变化的政策和行为表示震惊。

### 奥巴马内阁时期

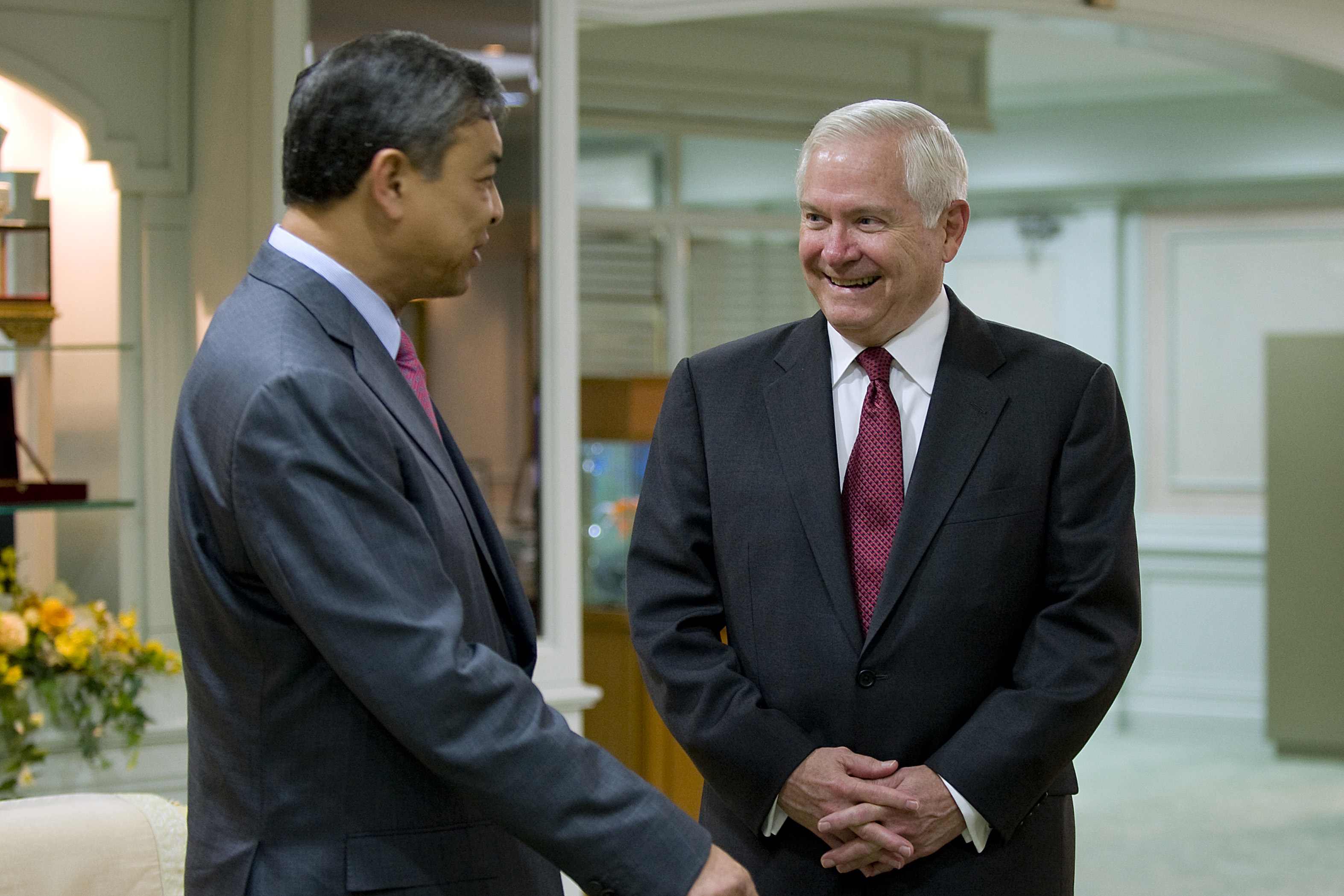
2010年11月9日盖茨在吉隆坡与马来西亚国防部长阿末扎希会面

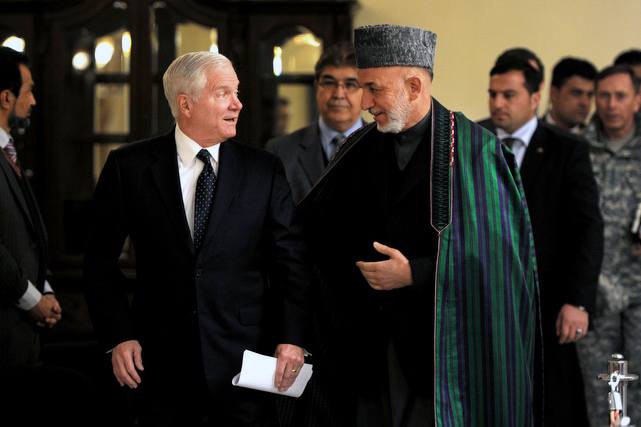
2011年3月7日盖茨在喀布尔与阿富汗总统哈米德·卡尔扎伊会面

2008年12月1日，候任总统贝拉克·奥巴马宣布，盖茨将继续在其内阁担任国防部长一职。盖茨是历史上第14位为来自不同党派的两位总统服务过的内阁成员，也是当中的第一位国防部长。盖茨在奥巴马内阁上马后的当务之急就是反省美军的阿富汗战略。盖茨作为在总统继任顺序的第六顺位，在奥巴马的就职典礼时被选为指定幸存者。

## 退出政坛后
盖茨和Anja Manuel以及前同事康多莉扎·赖斯、斯蒂芬·哈德利共同成立了一家策略分析公司—赖斯哈德利盖茨事务所（RiceHadleyGates LLC）。
2011年9月6日，威廉与玛丽学院宣布盖茨接受了该校校监的职位，盖茨在2012年2月3日接任校监一职。2018年获得7年续任。
星巴克于2012年5月2日宣布，盖茨选举进入公司董事会，并将在提名与公司治理委员会工作。
2014年初，盖茨的回憶錄《責任：一個戰時部長的回憶錄》出版，他在書中宣稱時任副總統乔·拜登於過去40年在幾乎每項主要外交政策和國家安全議題上都犯錯。
2014年3月25日，克里米亚危机结束之后，盖茨在华尔街日报撰写社论对页版文章，讨论弗拉基米尔·普京、俄国的扩张主义、未来对俄的制裁措施、美国的军事预算以及对大胆领导的需要。